# Campanula moravica
Campanula moravica är en klockväxtart som först beskrevs av Spitzn., och fick sitt nu gällande namn av Miloslav Kovanda. Campanula moravica ingår i släktet blåklockor, och familjen klockväxter.

## Underarter
Arten delas in i följande underarter:
- C. m. moravica
- C. m. xylorrhiza

## Bildgalleri

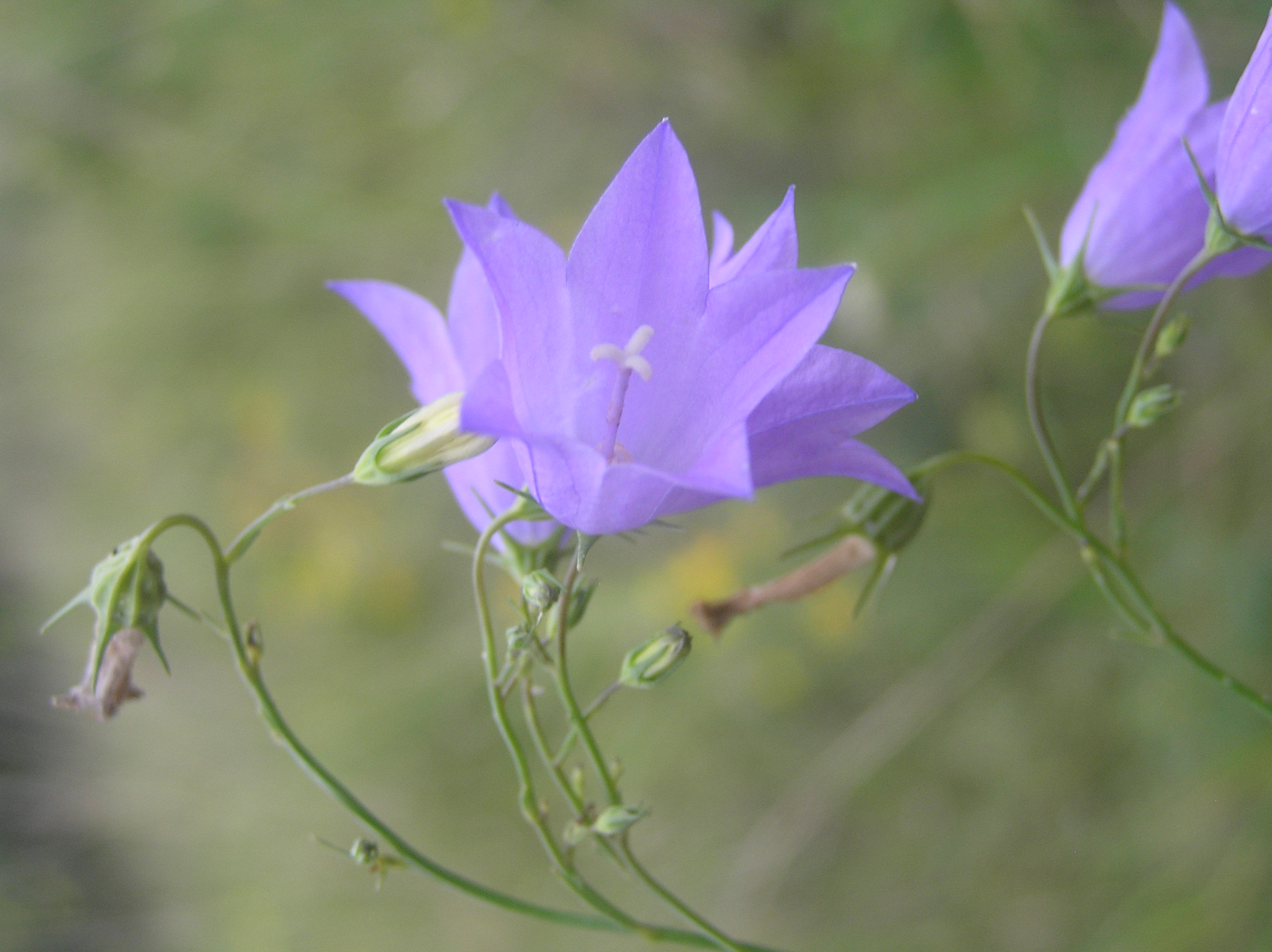